# Namibian Amateur Radio League
Die Namibian Amateur Radio League (NARL), deutsch etwa: „Namibische Funk-Relais-Kette“, ist die nationale Vereinigung der Funkamateure in Namibia.

## Geschichte
Die NARL wurde 1990 gegründet, im selben Jahr in dem Namibia seine Unabhängigkeit erlangte. Ihre Ursprünge reichen bis ins Jahr 1968 zu Zeiten Südwestafrikas zurück, als sich die South West African Radio League (SWARL) von der South African Radio League (SARL) abspaltete.
Die NARL ist Mitglied in der International Amateur Radio Union (IARU Region 1), der internationalen Vereinigung von Amateurfunkverbänden, und vertritt dort die Interessen der Funkamateure des Landes.